# Malūndaubė
Malūndaubė je říčka v Litvě, v Žemaitsku. Teče v okrese Tauragė (Tauragėský kraj). Je to pravý přítok řeky Šunija, do které se vlévá 11,1 km od jejího ústí do řeky Jūra. Je 6,9 km dlouhá (pokud bychom považovali za nadřazený tok Karapolis, byla by její délka pouze kolem 2,2 km). Pramení 1 km na západ od vsi Šakvietis. Plocha povodí je 8,6 km². Není shoda v pojmenování a určení, která říčka je přítokem které říčky a která z nich je nadřazeným tokem. Některé zdroje, například Oficiální klasifikátor litevských řek uvádějí, že Karapolis je přítokem říčky Malūndaubė, jiné, například litevská wikipedie, autoatlas Litvy, obyvatelé přilehlých obcí, naopak, že Malūndaubė je přítokem Karapolisu nebo dokonce, že Malūndaubė je jen synonymní název Karapolisu. Oficiální klasifikátor litevských řek jako nadřazený tok uvádí Malūndaubė.

## Průběh toku

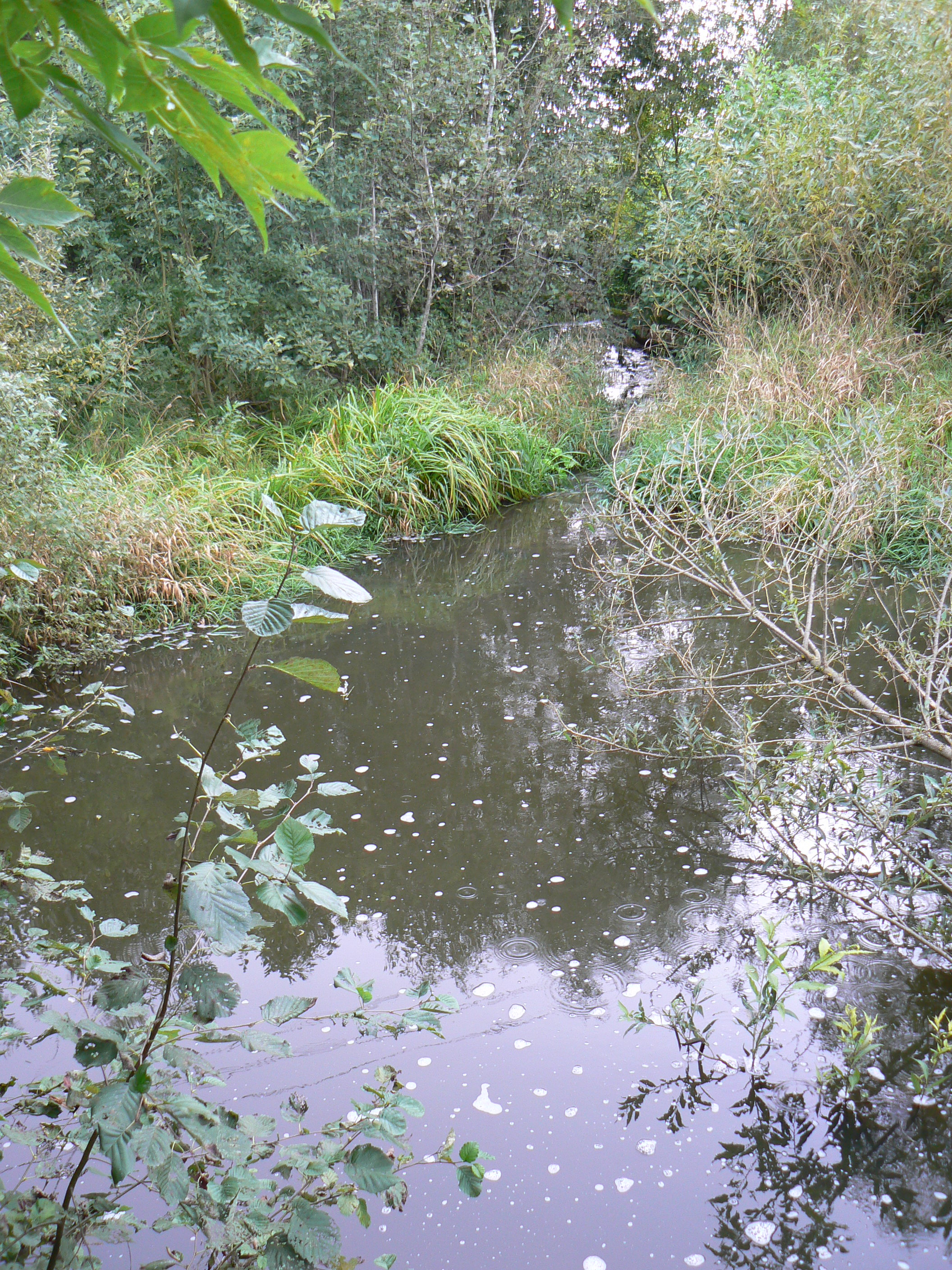
Karapolis/Malūndaubė za rybníkem na jižním okraji Karapolisu

Pramení 1 km na západ od vsi Šakvietis. Ústí říčky je na jih od jejího pramene. Protože je dosti regulovaná, klikatí se jen táhlými oblouky a celkem sedmkrát mění povlovně směr toku. Ve vsi Pagirupis (součást Šakvietisu) je soutok s Karapolisem, dále společný tok protéká vsí Karapolis. Říčka protéká západním okrajem zahrádkářské kolonie obce Lomiai.

## Význam názvu
Název Malūndaubė lze přeložit přibližně jako Mlýnská Dolina; malūnas = mlýn, dauba = dolina, dolík. Tento složený název je v litevštině i češtině rodu ženského, číslo jednotné.

## Přítoky
- Levý: Karapolis